# 德·索托国家森林
德·索托国家森林（英語：De Soto National Forest），名自16世纪探险家埃尔南多·德·索托，是一片面积518,587英畝（2,099平方）的松树林，地处密西西比州南部。它是美國墨西哥灣沿岸地區生態區的最重要的几个生态多样性保护区之一。此外，森林也是美国的长叶松林稀树草原、矮松林、长叶松树林——美国超过90%的这一类型的生态系统如今都已消失。